# 蘇爾庫赫村
蘇爾庫赫村（波斯語：‎），是伊朗吉兰省阿姆拉什县中央區北阿姆拉什鄉的村。2006年人口普查顯示該村有234个家庭，人口为799人。